# Blauwe breedscheenjuffer
De blauwe breedscheenjuffer (Platycnemis pennipes) is een juffer van de familie van de Breedscheenjuffers, de enige van die familie die in België en Nederland voorkomt. De blauwe breedscheenjuffer is vrij gemakkelijk te herkennen aan de bouw van haar poten, met opvallende verdikte tibia ofwel schenen. De wetenschappelijke naam van de soort werd in 1771 als Libella pennipes gepubliceerd door Peter Simon Pallas.

## Beschrijving

### Imago

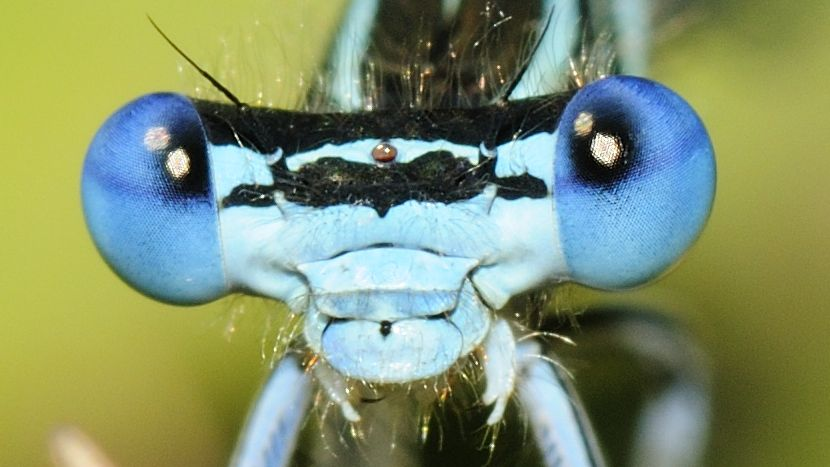

De volwassen blauwe breedscheenjuffer (imago) is een typische voorbeeld voor de familie van de Breedscheenjuffers. De tibia of scheen van elke poot is opvallend verbreed, heeft een zwarte middenstreep en is met afstaande haren bezet. De kleuren zijn kenmerkend: de mannetjes vaalblauw, de vrouwtjes wit, beige of lichtgroen. Het is een middelgrote juffer (lengte tot 32 mm). Het pterostigma is iets langer dan breed, ongeveer 1,5 vleugelcel lang, en opvallend roodbruin gekleurd. De kop is breed met bovenop twee lichte dwarsstrepen. Het borststuk heeft twee lichte schouderstrepen.

### Larve
De larve van de blauwe breedscheenjuffer is te onderscheiden van die van andere juffers door de staartlamellen die eindigen op een lange spits en aan de randen behaard zijn. Het vangmasker heeft aan de randen doornachtige haren.

## Gedrag en voortplanting
De vliegtijd is juni en juli, soms tot in augustus. De eieren worden afgezet in stengels van drijvende waterplanten. De dieren vormen meestal een tandem voor de paring en de eileg. Het vrouwtje boort met haar legboor gaatjes in een stengel en plaatst vervolgens in ieder gaatje een eitje.

## Habitat
De blauwe breedscheenjuffer is wat het voortplantingsbiotoop betreft niet erg veeleisend. Ze is tevreden met licht stromend of stilstaand zuurstofrijk water, zoals beken, rivieren, kanalen en afgravingen, met veel oever- maar vooral waterplanten zoals de Waterlelie waarop de eieren gelegd worden.

## Verspreiding en voorkomen
De soort komt voor in Midden- en Zuid-Europa tot in Midden-Azië. In België is ze algemeen, in Nederland alleen op de zandgronden van Drenthe, Overijssel, Noord-Brabant en Midden-Limburg. De soort vermijdt kustgebieden. Door verbetering van de waterkwaliteit neemt vanaf eind twintigste eeuw het aantal vindplaatsen toe.

## Verwante en gelijkende soorten
De blauwe breedscheenjuffer heeft in België en Nederland geen nauwe verwanten. Ze is vooral door de brede schenen, de vale kleuren en het roodbruine pterostigma vrij gemakkelijk te onderscheiden van de waterjuffers (Coenagrionidae), de dichtste verwanten van deze juffer.

## Bedreigingen en bescherming
De blauwe breedscheenjuffer is vrij algemeen en wordt op de Belgische Rode Lijst (libellen) en de Nederlandse Rode Lijst (libellen) gekenmerkt als 'niet bedreigd'. De soort staat ook op de Rode Lijst van de IUCN als niet bedreigd, beoordelingsjaar 2007.

## Afbeeldingen

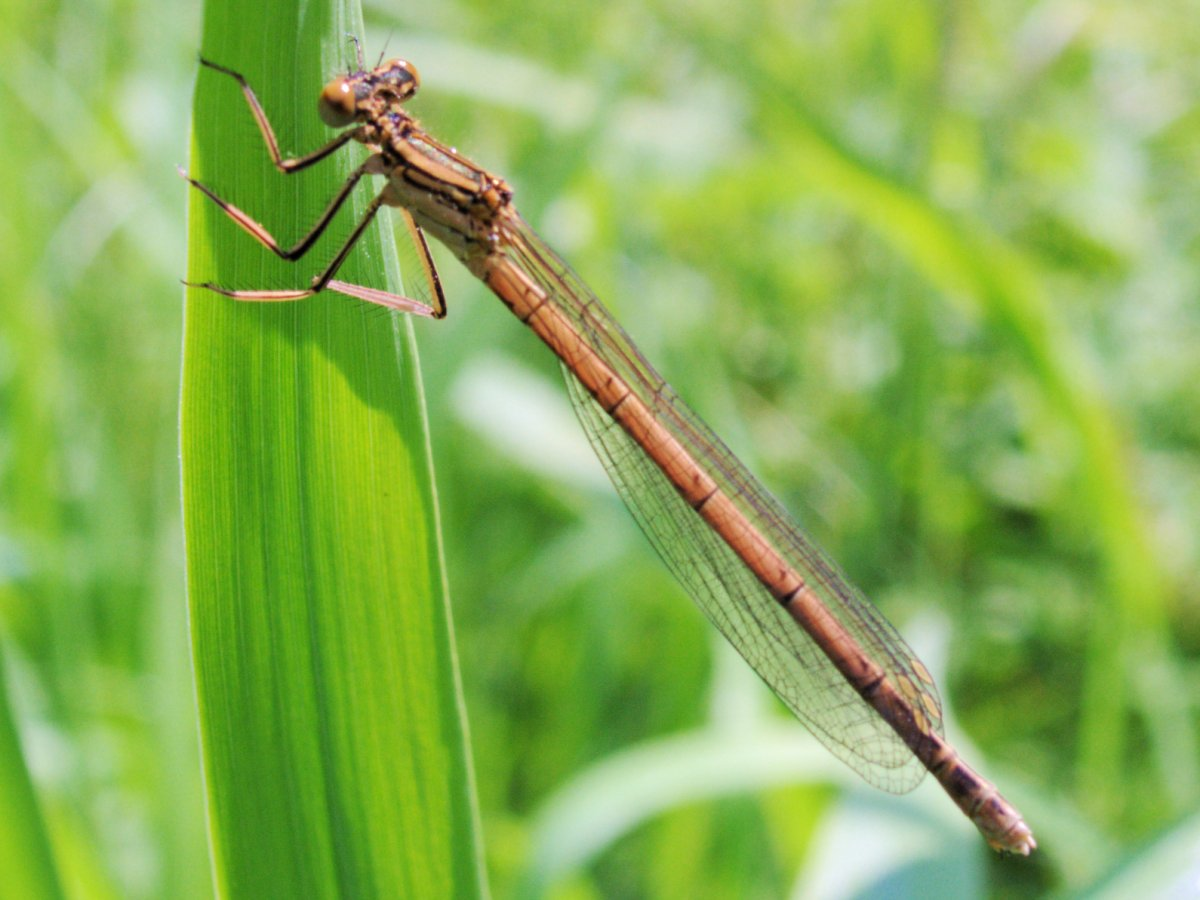
Vrouwtje, Münster (Duitsland)
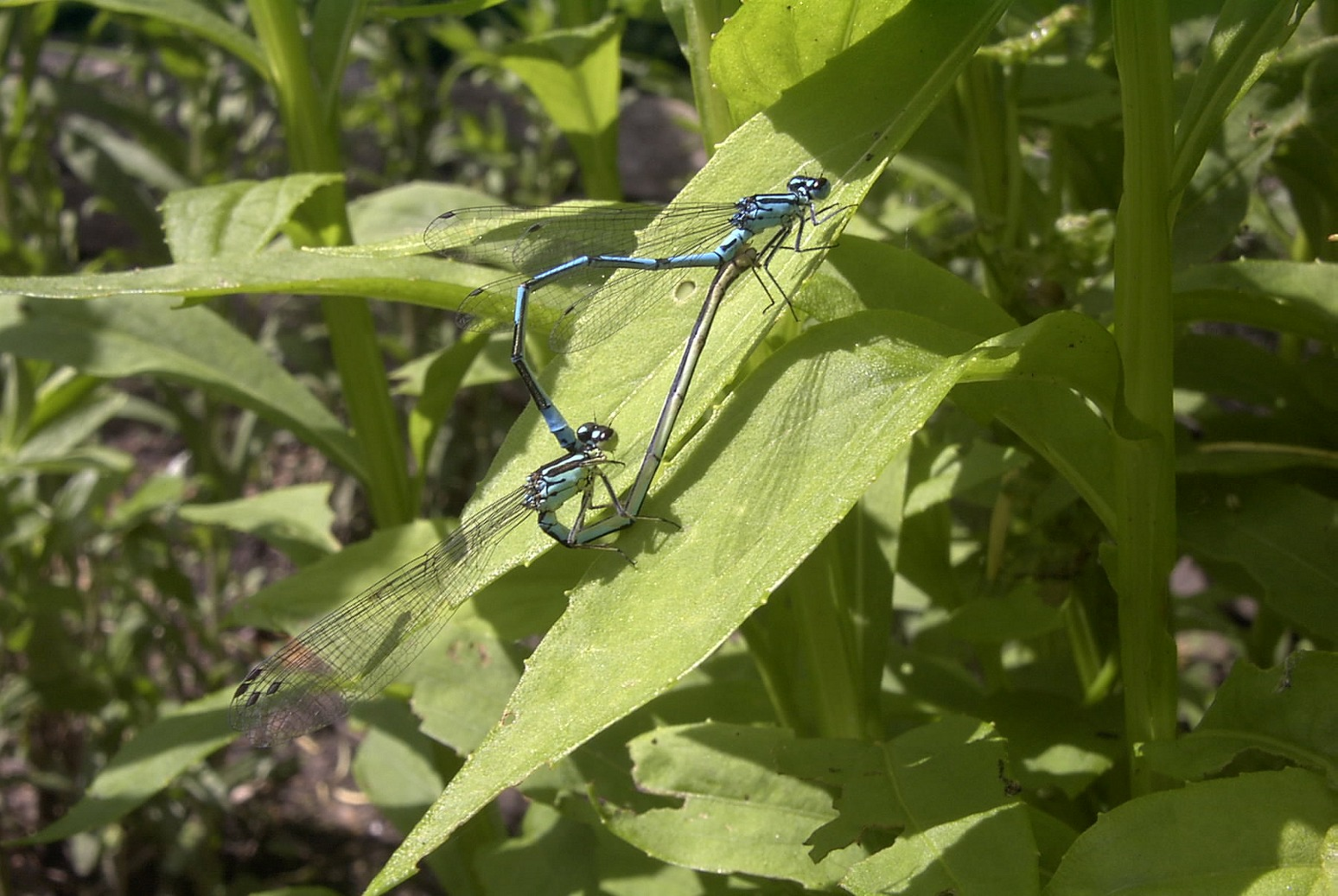
Tandem
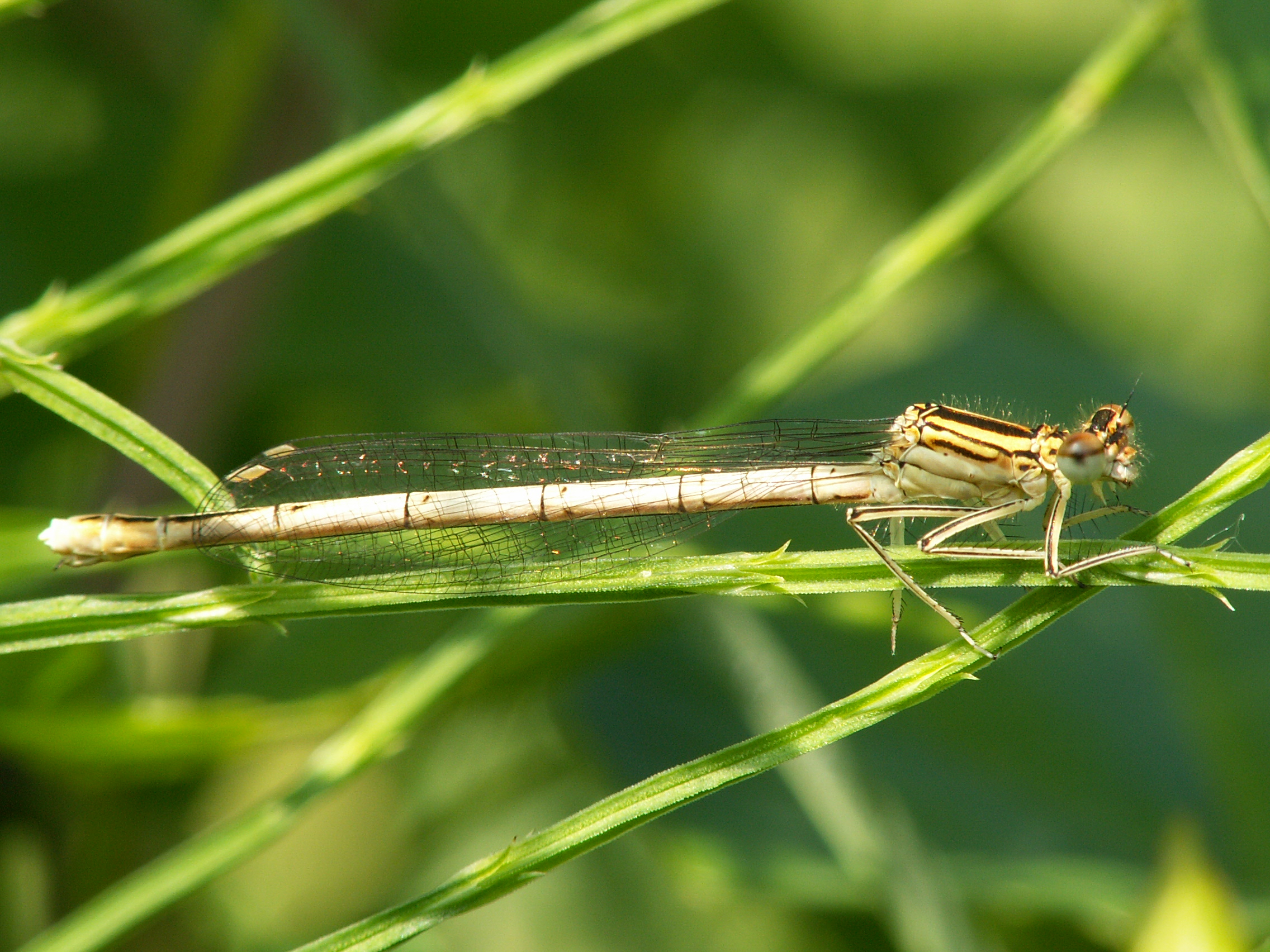
Vrouwtje, Grebbeberg Nederland
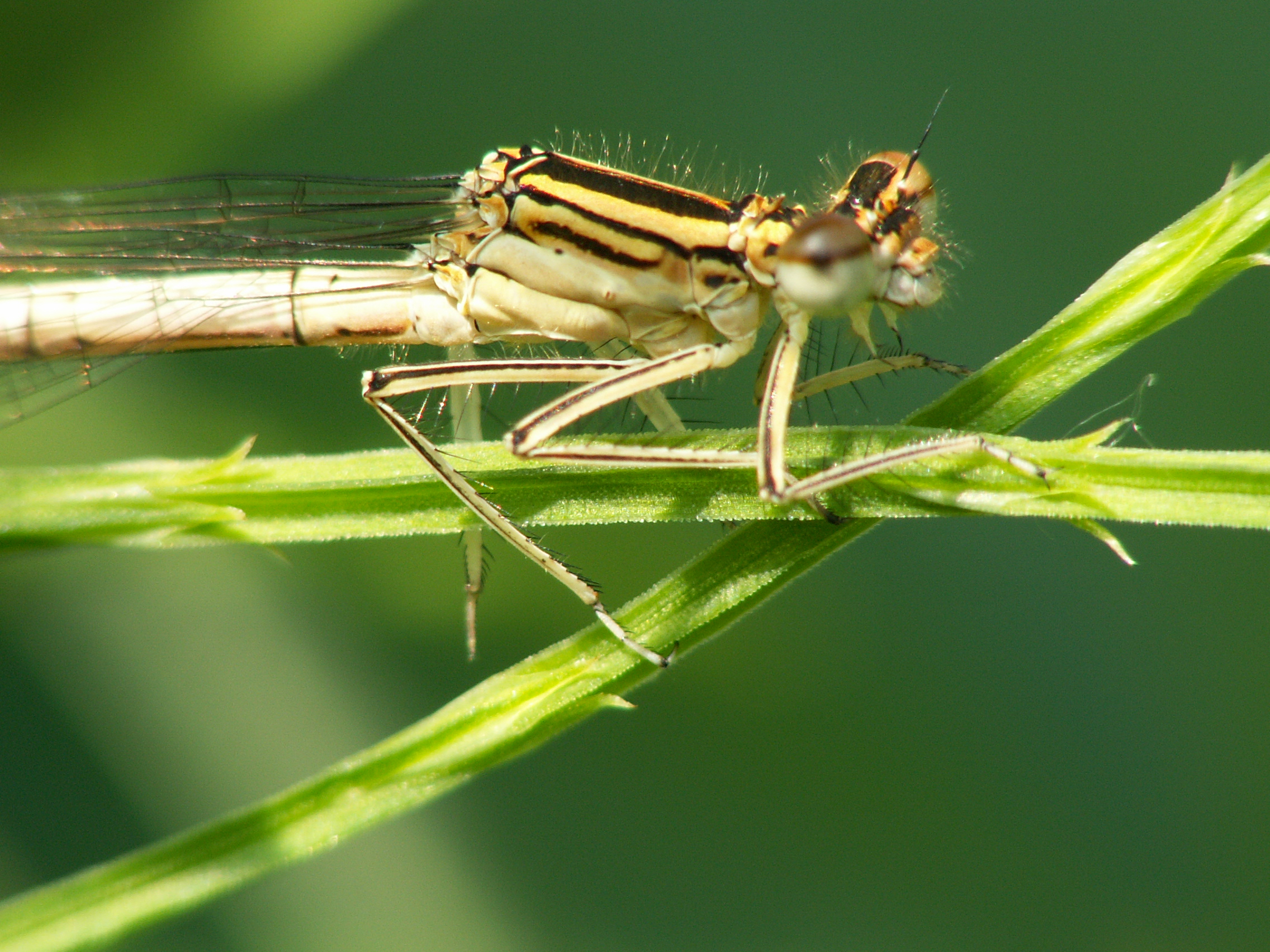
Vrouwtje, Grebbeberg Nederland
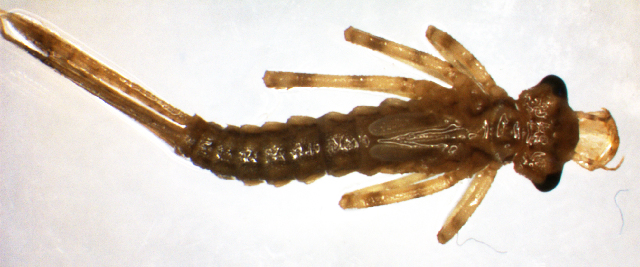
Exuvium
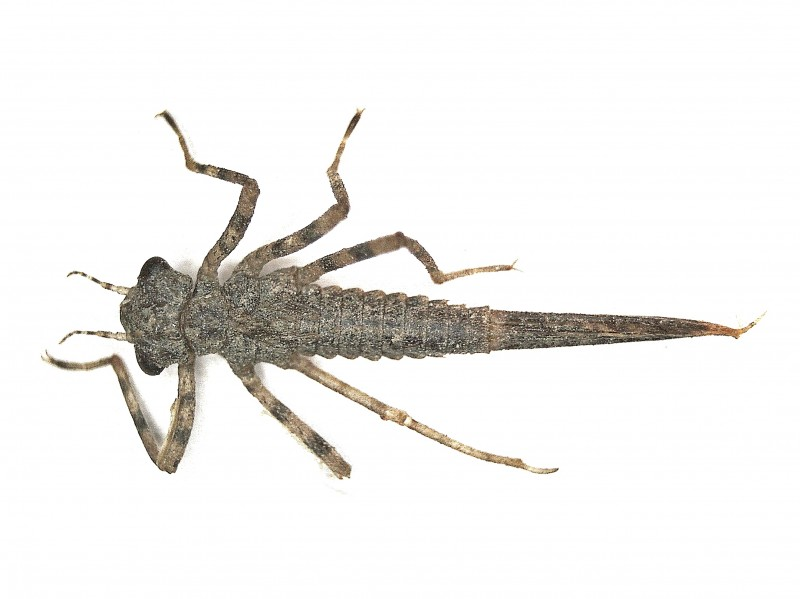
Larve, Elst Nederland